# M/S Skarpö
M/S Skarpö var ett av Waxholmsbolagets fartyg som byggdes i Kristinehamn och sattes i trafik i februari 1965. Hon har sedan dess trafikerat Stockholms mellersta och södra skärgård. Under en lång rad år var hon ordinarie vinter- och godsbåt på Möjatraden. 1991 genomgick hon i Danmark en omfattande renovering och även maskinbyte till sin nuvarande MAN B&W Alpha 6L23/30 diesel med en effekt på 625 kW.
Skarpö såldes den 26 augusti 2010 till Cascad rederi, Stavsnäs men till följd av att M/S Gällnö och M/S Nämdö havererade hyrdes hon tillfälligt ut till Waxholmsbolaget några veckor under vintern 2010/2011 och användes åter i deras trafik under dessa veckor. Enligt Waxholmsbolagets turlista var så även fallet under vintern 2012/2013.
År 2015 såldes hon till Utö Rederi, för att vintertrafik trafikera mellan Nynäshamn–Ålö samt vara reservbåt mellan Årsta-Utö. 2020 såldes hon vidare till Blidösundsbolaget, men har hittills fortsatt att trafikera södra skärgården.

## Skarpö 2013
Skarpö vid Gruvbryggan på Utö i januari 2013 på rutten Årsta havsbad-Utö.

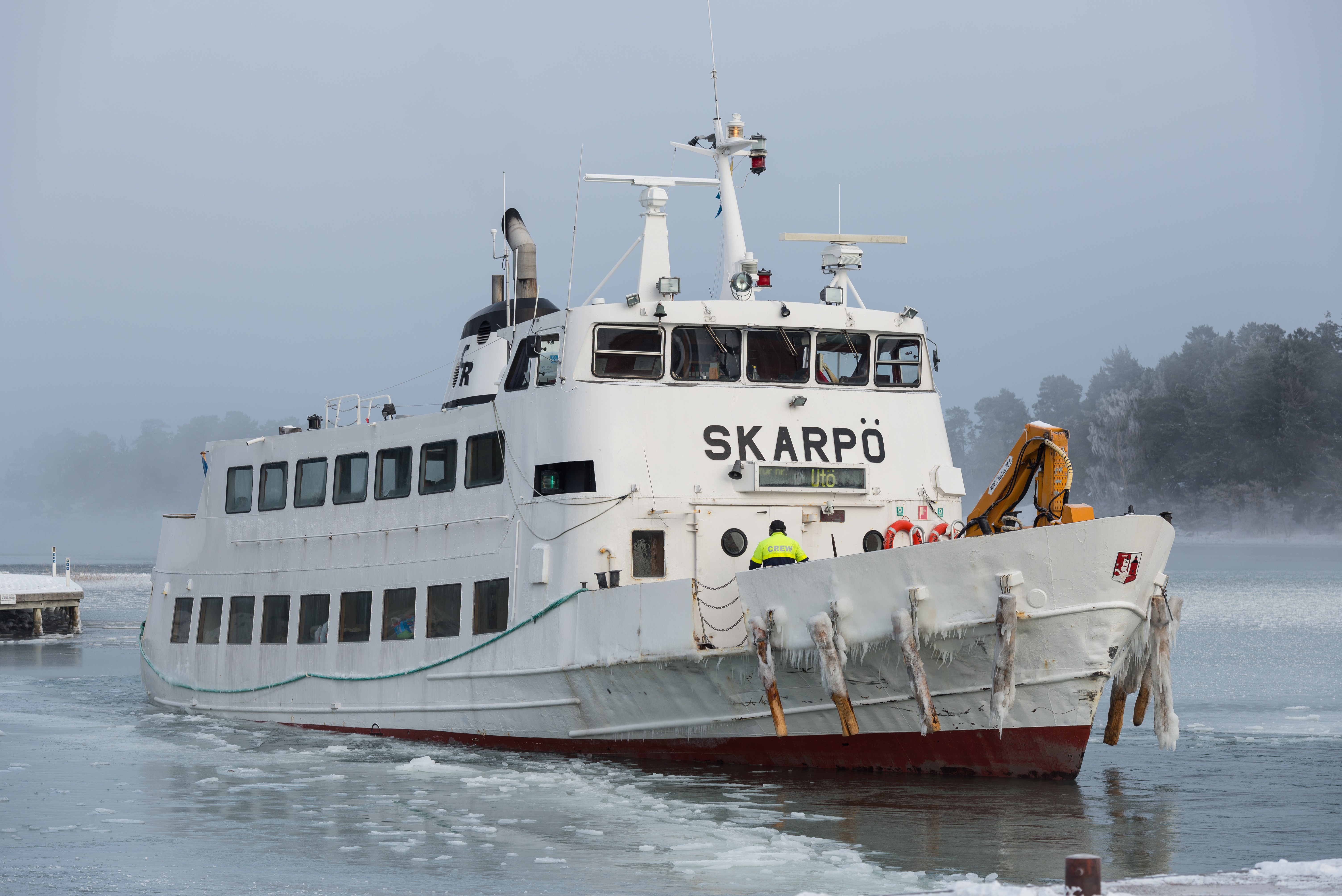
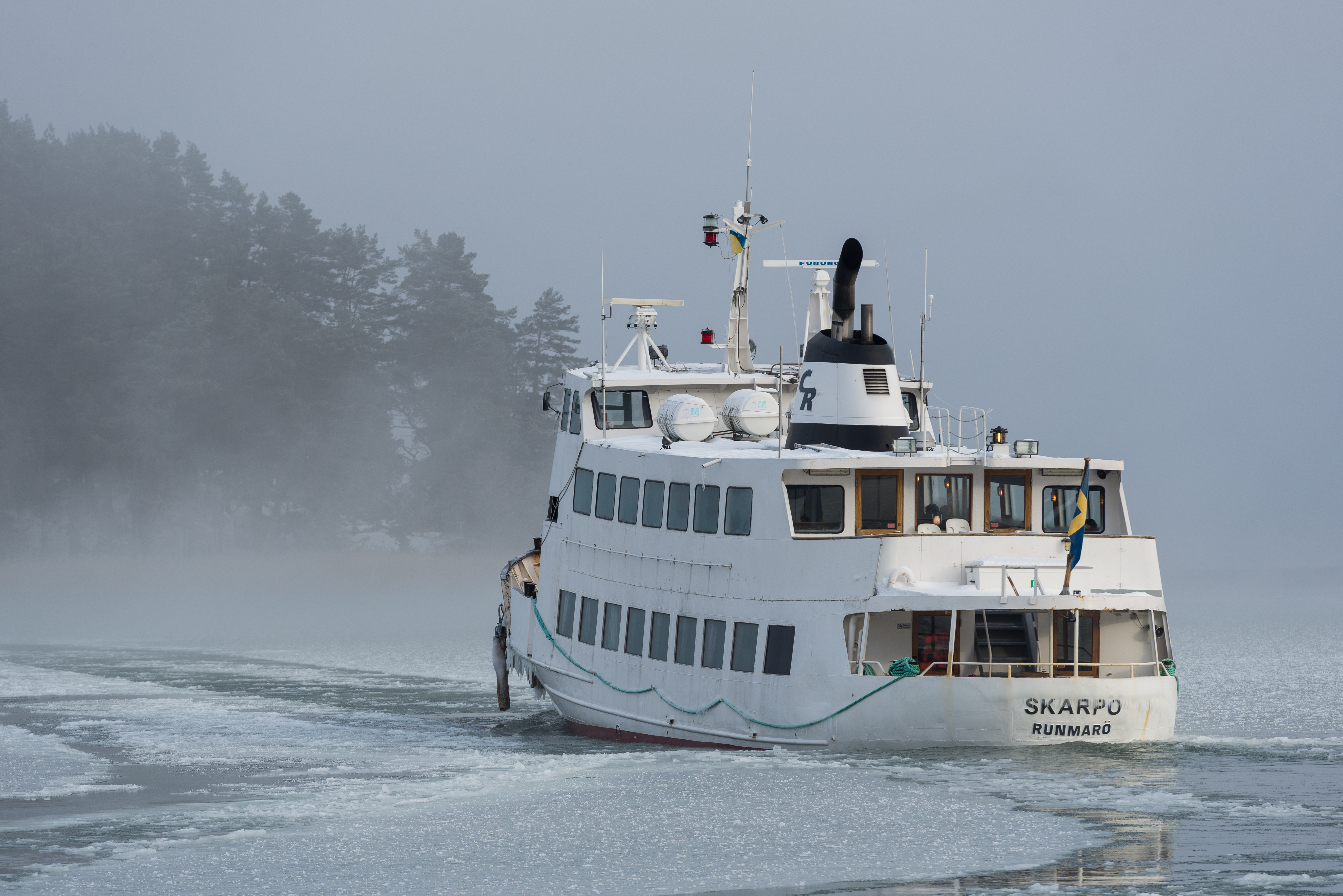